# كأس إسكتلندا 2006–07
كأس اسكتلندا 2006–07 (بالإنجليزية: 2006–07 Scottish Cup)‏ هو موسم من كأس اسكتلندا. فاز فيه نادي سلتيك.